# Halbs

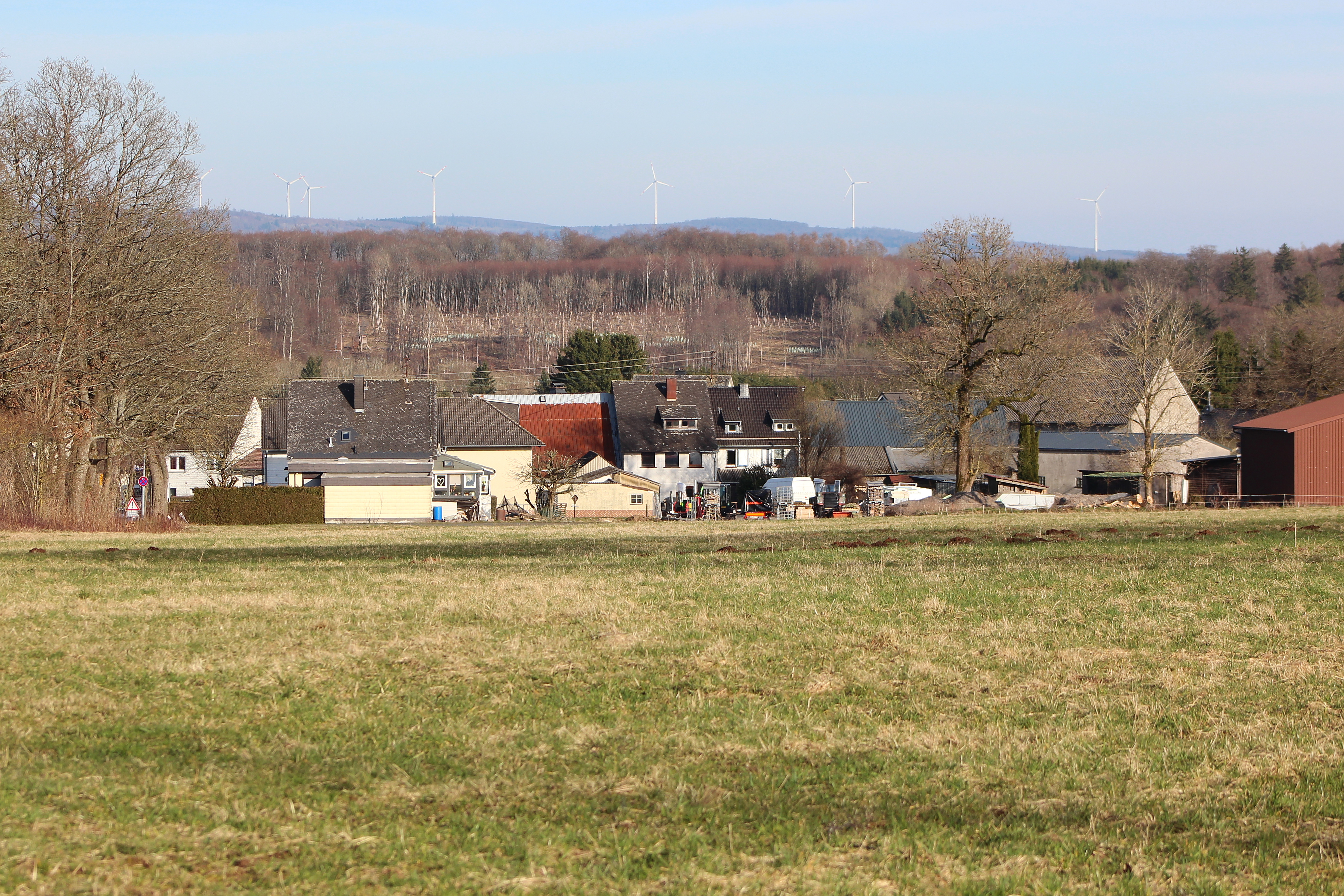
Ansicht von Halbs

Halbs ist eine Ortsgemeinde im Westerwaldkreis in Rheinland-Pfalz. Sie gehört der Verbandsgemeinde Westerburg an.

## Geographie
Halbs liegt 3 km nördlich von Westerburg auf einer Anhöhe inmitten eines Wald- und Feldbereiches.
Nachbarorte sind Ailertchen, Hergenroth und Stahlhofen am Wiesensee.

## Geschichte
Der Ort wurde im Jahr 1270 erstmals urkundlich erwähnt. Halbs gehörte bis Anfang des 19. Jahrhunderts zur Herrschaft Westerburg und kam 1806 im Zuge der Bildung des Rheinbunds unter Napoleon zum Großherzogtum Berg. 1813 kam Halbs vorübergehend an das Haus Oranien-Nassau und infolge des Wiener Kongresses 1815 an das Herzogtum Nassau. Unter der nassauischen Verwaltung gehörte die Gemeinde Halbs zur Standesherrschaft Leiningen-Westerburg im Amt Rennerod. Im Jahr 1858 lebten in Halbs 41 Familien mit 145 Einwohnern. 1866 kam das Herzogtum Nassau und damit auch Halbs zum Königreich Preußen.
Bevölkerungsentwicklung
Die Entwicklung der Einwohnerzahl der Gemeinde Halbs, die Werte von 1871 bis 1987 beruhen auf Volkszählungen:
| Jahr | Einwohner |
| ---- | --------- |
| 1815 | 101       |
| 1835 | 138       |
| 1871 | 119       |
| 1905 | 161       |
| 1939 | 149       |

| Jahr | Einwohner |
| ---- | --------- |
| 1950 | 179       |
| 1961 | 181       |
| 1970 | 277       |
| 1987 | 284       |
| 2005 | 362       |

## Politik

### Bürgermeister
Marion Loos wurde im Juni 2024 zur Ortsbürgermeisterin von Halbs gewählt.
Ihr Vorgänger war Rudi Keßler seit Juli 1997. Bei der Direktwahl am 26. Mai 2019 wurde er mit einem Stimmenanteil von 94,25 % für weitere fünf Jahre in seinem Amt bestätigt.

### Wappen
| Wappen von Halbs | Blasonierung: „Geteilt von Gold und Rot durch balkenweise sieben silberne Kantenwürfel mit blauer Oberseite, oben wachsend ein bewurzelter, grüner symmetrischer Eichentrieb mit drei Blättern und zwei Eicheln im Wechsel, unten innerhalb eines wachsenden, dreistreifigen, silbernen, mittig verjüngten Bogens bis zur Teilung ein silberner, hersehender Kübelhelm mit Nasenschutz.“ |
| Wappen von Halbs | |

## Wirtschaft und Infrastruktur

### Verkehr
- Nördlich der Gemeinde verläuft die Bundesstraße 255 von Montabaur nach Herborn.
- Die nächste Autobahnanschlussstelle ist Diez an der Bundesautobahn 3.
- Der nächstgelegene ICE-Halt ist der Bahnhof Montabaur an der Schnellfahrstrecke Köln–Rhein/Main.
- Halbs hatte von 1906 bis 1959 im Personenverkehr und im Güterverkehr bis 1967 direkten Schienenverkehrsanschluss durch die Bahnstrecke Herborn–Montabaur. Die Strecke wurde stillgelegt, soll aber durch die IG Westerwaldquerbahn für touristische Zwecke reaktiviert und wiederaufgebaut werden.